# Пьер Тура Габа
Жюль Пьер Тура Габа (фр. Pierre Toura Gaba; 18 декабря 1920, Мойен-Шари, Моисала, Французская Экваториальная Африка — 29 сентября 1998, Нджамена) — чадский политический и государственный деятель, дипломат, первый Министр иностранных дел Чада (1960—1961).
С 1946 по 1956 год — член Представительского совета.
Долгое время учительствовал. В 1946 году был одним из основателей Прогрессивной партии Чада, стал генеральным секретарём ППЧ.
После обретения Чадом независимости 11 августа 1960 года занимал пост первого министра иностранных дел с 1960 по 1961 год. Сменил его на посту министра иностранных дел Чада Джибрин Хералла.
Возглавлял делегацию Чада, которая 29 сентября 1960 года присутствовала на Генеральной Ассамблее Организации Объединённых Наций, которая приняла Чад в ООН.
В 1961 году стал министром образования. В 1962 году был арестован. Находился в тюрьме несколько лет, после чего президент решил, что может использовать его в качестве дипломата. Служил дипломатом в Браззавиле.
В 1966 году работал послом Чада в Западной Германии, с 1976 по 1979 год — в США. Позже после роспуска центральной власти в Чаде, вышел в отставку и отправился в изгнание во Францию, затем нашел убежище в США и оставался там до 1991 года.
Вернулся в Чад в 1991 году после того, как Идрисс Деби пришёл к власти.